# 希氏隐绵蟹
希氏隐绵蟹（学名：Cryptodromia hilgendorfi）为绵蟹科隐绵蟹属的动物。分布于印度、马来西亚、波斯湾以及中国大陆的西沙群岛等地，主要栖息于海水。